# Samuel Camille
Samuel Geoffroy Camille (Saint-Denis, 2 febbraio 1986) è un ex calciatore francese, di ruolo difensore.

## Caratteristiche tecniche
Gioca come terzino sinistro.

## Carriera

### Club
Ha giocato nella seconda divisione spagnola.

### Nazionale
Ha esordito in nazionale nel 2019; nel 2019 e nel 2021 ha partecipato alla CONCACAF Gold Cup.